# Joséphine Douet
Pour l’article homonyme, voir Douet.
 (avril 2021).
Joséphine Douet, née à Rouen, est une artiste photographe française. Elle vit et travaille entre Paris et le Danemark.

## Biographie
Née à Rouen dans une famille d'artistes, Joséphine Douet est actuellement basée à Paris et au Danemark.
Elle est titulaire d'un DEA de littérature comparée à la Sorbonne Paris IV. Une fois ses études terminées, elle décide de se consacrer totalement à la photographie. Parlant norvégien, elle commence à travailler comme photographe pour le quotidien norvégien Dagbladet et pour le magazine Jazzhot.
Elle part ensuite vivre à Madrid, Espagne et collabore avec de nombreux journaux et magazines comme portraitiste et photographe de mode (Libération, Vanity Fair, GQ, Elle, Rolling Stone, El Pais, El Mundo…). 
Elle couvre la Haute Couture parisienne pendant 12 ans. Cela donnera sa série Coutures, exposée au Museo del Traje (es) à Madrid en 2016. 
En 2009, elle rencontre le torero Jose Maria Manzanares lors d'une série de mode et s'embarque avec lui pour 5 mois de tournée. Ce périple à travers l'Espagne deviendra le projet "Peajes" (2010). Très intéressée par l'exploration du monde de la tauromachie, Joséphine Douet décide de travailler sur le sujet et publie deux autres livres : "Silencios"(2014), une plongée dans les dessous de ce monde opaque ; puis "Alma Herida" (2015), une série de nus de toreros montrant leurs cicatrices et exposant leur rapport à la mort, la peur et la douleur. 
En 2016, le musée Thyssen-Bornemisza lui commande une série de photographies sur l'univers du peintre américain Andrew Wyeth réalisée dans son village natal de Chadd's Ford, "The Secret sits" exposée d'abord à Madrid, puis aux États-Unis.
Le travail de Joséphine Douet explore les notions de disparition, de préservation et de traces de l'homme dans son rapport au sacré et à la sauvagerie de (sa) nature. Elle travaille principalement sur l'agonie de mondes menacés, avec un sentiment de violence muette et de mélancolie, déplaçant la réalité hors du cadre.
Elle parle français, anglais, allemand, espagnol, italien, danois, norvégien, russe.
Joséphine Douet est représentée par Anne Clergue Galerie et artiste invitée auprès de Adelson Galleries.

## Expositions
- 2020 : Women to the Fore – Hudson River Museum, Yonkers, New York, USA
- 2020 : Alma Herida – Anne Clergue Galerie – Photodoc Paris, Paris, France.
- 2018 : Les Furtives – Galerie Balouka/Musée Hillingsø, Trouville-sur-Mer, France.

- 2017 : Wyeth Wonderland - Hudson River Museum. Yonkers, New York, USA.
- 2016 : Coutures - PHOTOESPAÑA, Official section, Museo del Traje. Madrid, Espagne.
- 2016 : The Secret sits - Musée Thyssen-Bornemisza. Madrid, Espagne.
- 2015 : Manzanares père et fils - Anne Clergue Galerie. Arles, France.
- 2014 : Coutures - Mondo Galeria. Madrid, Espagne.
- 2014 : Silencios - Visa pour l'image. Perpignan, France.
- 2014 : Silencios - Anne Clergue Galerie. Arles, France.
- 2013 : Peajes - Galerie de Hôtel Jules et Jim. Paris, France.
- 2012 : Alma Herida - Plaza de Toros de Las Ventas. Madrid, Espagne.
- 2010 : Peajes - Espace 14. Nîmes, France.
- 2010 : Peajes - PHotoEspaña . Madrid, Espagne.
- 2010 : Coutures - Institut français de Madrid. Madrid, Espagne.
- 2009 : Peajes - Centro de Bellas Artes. Alicante, Espagne.

## Livres
- 2017 : Wyeth Wonderland, Hudson River Museum. Texte de Laura Vookles.
- 2016 : The Secret Sits, Museo Thyssen Bornemisza. Texte de Guillermo Solana et Joséphine Douet.
- 2015 : Alma Herida, Edicions Bellaterra. Texte de Bartabas.
- 2014 : Silencios, Edicions Bellaterra. Texte d'Antoine Beauchamp.
- 2010 : Peajes, Edicions Bellaterra. Texte de Jacques Durand.